# Genoveva Torres Morales
Genoveva Torres Morales (Almenara, 3 janvier 1870 - Saragosse, 5 janvier 1956) est une religieuse espagnole fondatrice des sœurs du Sacré-Cœur de Jésus et des Saints Anges. Elle est reconnue sainte par l'Église catholique et elle est commémorée le 5 janvier selon le Martyrologe romain.

## Biographie
Genoveva Torres Morales est née à Almenara, le 3 janvier 1870. À l'âge de 8 ans, elle se retrouve orpheline. À treize ans, on doit l'amputer d'une jambe. Dès lors, elle sera contrainte de se servir de béquilles pour se déplacer, et ce tout au long de sa vie. Hospitalisée à la « Maison de la Miséricorde » de Valence, elle y posera les bases de son éducation et y intensifia sa vie.   
À l'âge de 24 ans, c'est avec deux compagnes qu'elle fonde la « Société Angélique », ayant pour but la protection aux femmes seules et pour promouvoir l'Adoration eucharistique. Elle implante le siège de son œuvre à Saragosse. Lors de son approbation, celle-ci sera appelée « Congrégation des Sœurs du Sacré-Cœur de Jésus et des Saints Anges ». 
Genoveva Torres Morales dirigea jusqu'à sa mort son Institut. Ses nombreuses œuvres de charité ne gênaient en rien sa profonde vie spirituelle. Le centre de sa spiritualité était la dévotion au Sacré-Cœur et à l'Eucharistie. Elle meurt à Saragosse le 5 janvier 1956, accompagnée d'une réputation de sainteté. La population l'avait surnommée « l'ange de la solitude ».

## Béatification et canonisation
- 1976 : ouverture de la cause en béatification et canonisation.
- 22 janvier 1991 : Jean-Paul II lui attribue le titre de vénérable.
- 29 janvier 1995 : béatification[1].
- 4 mai 2003 : canonisation[1].

Fête liturgique fixée au 5 janvier.